# Sairam Rivas
Sairam Rivas (n. 30 de julio de 1993) es una activista y líder estudiantil venezolana. Sairam ha sido parte del movimiento estudiantil en el país y presidenta del centro de estudiantes de la carrera de Trabajo Social en la Universidad Central de Venezuela (UCV). Durante las protestas en Venezuela de 2014, fue la fundadora del campamento estudiantil establecido en la Plaza Alfredo Sadel de Caracas, razón por la cual fue arrestada durante el desmantelamiento de dichos campamentos y detenida por más de cuatro meses en El Helicoide. También ha sido ha sido secretaria juvenil nacional y miembro del directorio del partido Bandera Roja.

## Biografía

### Protestas en Venezuela de 2014
Sairam Rivas ha sido presidenta del centro de estudiantes de la carrera de Trabajo Social en la Universidad Central de Venezuela (UCV), al igual que secretaria juvenil nacional del partido Bandera Roja, ha ejercido como aprendiz de modelo y participó en concursos de belleza, en uno de los cuales quedó como finalista. Durante las protestas en Venezuela de 2014, fue la fundadora del campamento estudiantil establecido en la Plaza Alfredo Sadel en Las Mercedes, Caracas. Fue detenida el 8 de mayo de 2014 junto a otras 49 persona y otros estudiantes,  cuando la Guardia Nacional desmanteló los campamentos estudiantiles en Caracas, recluida en El Helicoide, e imputada de los cargos de "instigación para delinquir", "agavillamiento" y "uso de menores para la comisión de delitos". Abogados de las ONGs Fundación para el Debido Proceso y del Foro Penal asumieron su defensa, junto con la de otros estudiantes. Su primera audiencia fue desestimada por el tribunal debido a la deficiente sustentación de la fiscalía, pero permaneció detenida.En junio escribió una carta dirigida al Partido Socialista de Chile para alertar sobre la situación de los estudiantes detenidos por protestar.
Durante su reclusión, tuvo acceso limitado a la luz solar y sólo se autorizó la visita de familiares directos y no se permitió aquellas de profesoras o de la rectora de la UCV, Cecilia García Arocha. El 30 de agosto pudo ser visitada por Marino Alvarado, director de la ONG Provea, y por su coordinador de medios Inti Rodríguez. Rodríguez informó que Rivas compartía la celda con otras cinco mujeres y confirmó que su estado de salud se encontraba estable, pero que las visitas eran vigiladas por funcionarios de seguridad, algo que describió como violatorio de tratados internacionales que establecen el derecho de comunicarse personal y privadamente con sus visitas. También denunció que fue amenazada por custodios con ser enviada a cárceles con presos comunes.Sairam le pidió una lámpara para facilitar su lectura de literatura política. En su presidio terminó de leer La ideología alemana y releyó el primer tomo de El capital, ambas obras de Karl Marx.El 3 de septiembre el Tribunal II de Control decidió confirmar la detención de Rivas y continuar con su juicio, al igual que con dos estudiantes de la UCV también detenidos en el allanamiento de los campamentos. Alfredo Romero, presidente del Foro Penal, calificó la decisión como arbitraria.
El 16 de septiembre, después de cuatro meses de detención, la jueza Martha Gómez le concedió libertad condicional con régimen de presentación ante tribunales como medida cautelar.
En 2015 se postuló como candidata a la presidencia de la Federación de Centros Universitarios de la UCV, en las elecciones estudiantiles del 30 de enero. Rivas presentó su candidatura con la agrupación Dignidad Universitaria, bajo el lema “Juntos somos más”, junto con Pedro Martínez García, uno de los primeros estudiantes abiertamente gay en postularse a la presidencia adjunta.Para 2022, Sairam se desempeñaba como representante estudiantil ante el Consejo Universitario de la Universidad Central.

### Crisis política en Venezuela de 2024
En diciembre de 2024, después de las elecciones presidenciales de Venezuela, el activista Jesús Armas, su novio, fue arrestado. Sairam ha denunciado su detención y las condiciones de su reclusión desde entonces, y ha exigido su liberación. Ha denunciado que los familiares de los detenidos son encapuchados antes de visitarlos y que no había podido ver a su novio por al menos un mes.Para el mismo año, formaba parte del directorio de Bandera Roja.El 8 de enero de 2025, días antes de la tercera toma de posesión de Nicolás Maduro, el ministro de interior de Venezuela Diosdado Cabello acusó a Sairam de presuntos actos violentos y la amenazó con encarcelarla como parte de la Operación Tun Tun en su programa de televisión Con el mazo dando. Rivas rechazó las acusaciones y responsabilizó al gobierno venezolano por su integridad, denunciando que formaban parte de una nueva ola represiva en contra de la oposición.

## Vida personal
En 2014, Sairam se definía como marxista-leninista.Su pareja es el activista Jesús Armas, quien también fue detenido en 2024. Su padre, Jhonny Rivas, falleció el 10 de enero de 2015.